# 格拉茨歌剧院

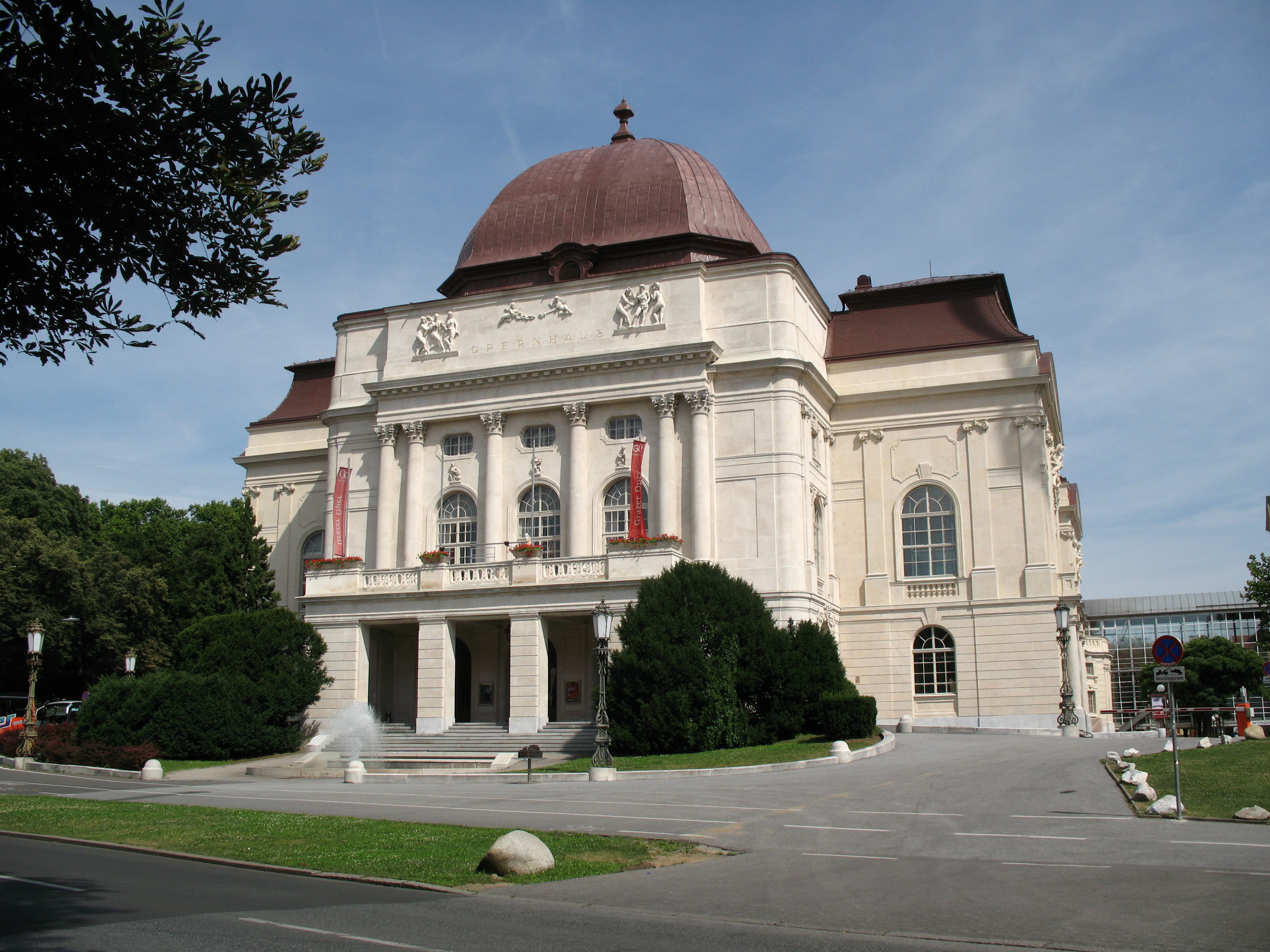
格拉茨歌剧院

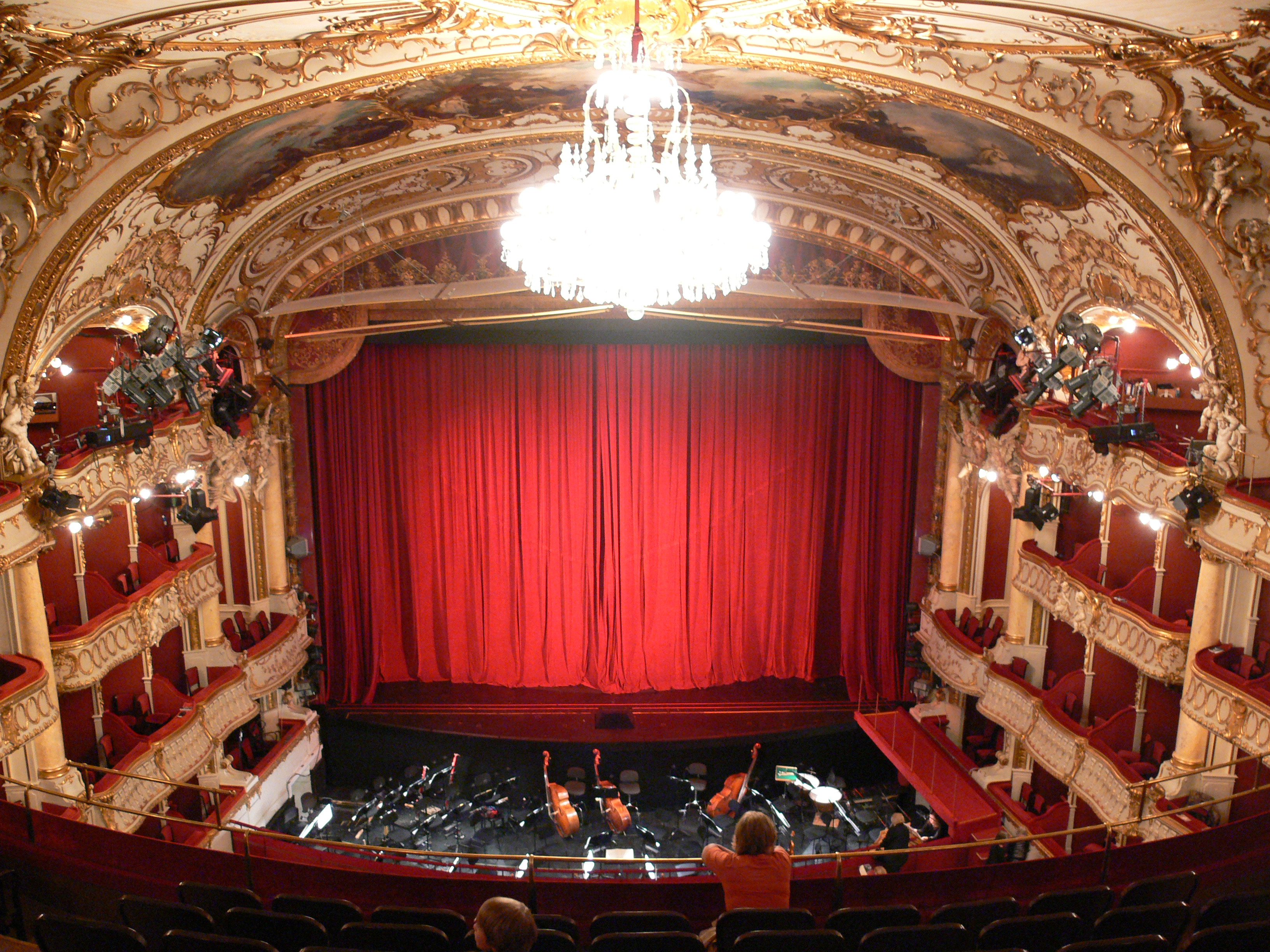
舞台

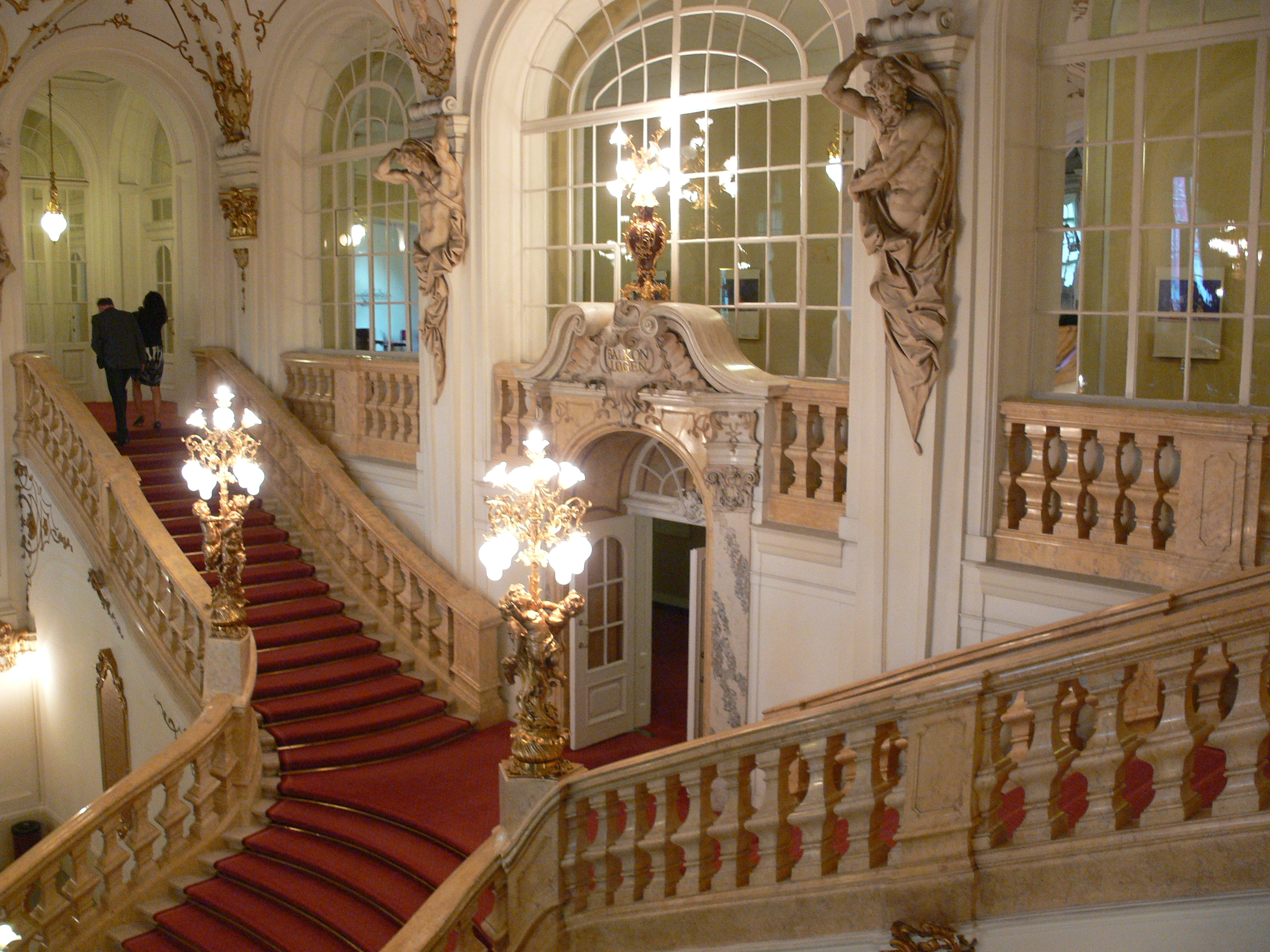
楼梯

格拉茨歌剧院（Grazer Oper）是奥地利第二大歌剧院。

## 建筑
维也纳建筑师Büros Fellner & Helmer 为格拉茨设计了这座新巴洛克风格的歌剧院。1899年9月16日开幕，演出席勒的《威廉·泰尔》。
1944年11月1日，在第二次世界大战中，其主入口立面和屋顶遭到炸弹的破坏。由于损坏相对较轻，在战后继续使用，但是立面和门廊被简化。歌剧院内部幸免了被简化，保留了华丽辉煌的大楼梯和容纳1800人的华丽的礼堂。1980年代增加了玻璃桥。